# 열 (시호)
열(烈)은 시호에 쓰이는 글자다. 《일주서》 〈시법해〉에는 유공안민(有功安民), 병덕준업(秉德遵業)을 일컫는다 했다.

## 열황제
- 촉한 열제
- 서하 열제
- 금 열제
- 서요 열제

## 열왕
- 동주 열왕
- 전한 진정열왕 유언

## 열공
- 진 열공

## 열후
- 조 열후
- 한 열후